# James Anderson (fotografo)
James Isaac Atkinson Anderson (Blencarn, 11 marzo 1813 – Roma, 27 febbraio 1877) è stato un pittore e fotografo britannico, stabilitosi a Roma dal 1838.

## Biografia
Nacque in una famiglia di agricoltori nel villaggio di Blencarn, in Cumbria. Dopo un periodo di studio della pittura ad acquerello a Parigi, nel 1838 arriva a Roma e prende il nome d'arte di W. Nugent Dumbar. Con questo nome e tre vedute apprezzate partecipa ad una mostra alla palazzina Valadier di piazza del Popolo nel 1839; viene poi menzionato tra i pittori attivi a Roma in una guida del 1841, e ne ritroviamo la firma nella Rubrica degli artisti del Caffè Greco, qualificandosi alla lettera D -  in una data imprecisata, ma anteriore al 1845, quando il Caffè aprì la Rubrica - come "Pittore, via del Muro Nuovo, n. 89" .
La cosa curiosa è che la stessa mano firma, alla lettera A, una nota "Anderson James fotografo, fuori Porta del Popolo, n. 19".
Il che mostra come Anderson, che nel venire a Roma doveva aver immaginato di costruirsi una carriera come realizzatore di acquerelli nel mercato da sempre fiorente delle illustrazioni e vedute della città - ad uso dei forestieri, ma non solo - avesse già cominciato a lavorare anche con la nuova tecnica fotografica, realizzando dei calotipi  (procedimento brevettato nel 1841).
L'artista, anglicano, si ambientò bene, a Roma, dove prese anche moglie (Maria De Mutis, che tra il 1854 e il 1863 gli diede quattro figli maschi, e morì di colera nel 1867), e i suoi figli furono poi tutti battezzati cattolici (la città, del resto, era ancora capitale dello Stato Pontificio).
A Roma visse fino alla morte, creandovi la propria casa fotografica, alla quale tre generazioni di Anderson (prima con il figlio Domenico (1854-1938), e poi con i figli di questi, Alessandro e Giorgio) procurarono una lunga fortuna internazionale. L'azienda, creata nel 1851, durò fino al 1963 quando la Società Anonima Domenico Anderson venne rilevata da un Istituto Italiano per la Collaborazione Culturale, con sede in via del Collegio Romano 2.

## Attività
La qualità documentaria delle immagini fotografiche - ovviamente più fedeli al vero delle incisioni - andava intanto conquistando il mercato dei viaggiatori, studiosi e appassionati di antichità, soprattutto stranieri: Anderson se ne rese presto conto e intensificò il proprio lavoro in questo campo. Nel 1851, poi, affidò la distribuzione delle proprie opere alla libreria Spithöver
.
Nel 1859 Anderson pubblicò il suo primo ed unico catalogo (Catalogue des photographies de Rome de James Anderson): 28 pagine in formato 9 x 13, con la descrizione sommaria di 667 fotografie.